# Järnsjön, Småland
Järnsjön är en sjö i Hultsfreds kommun i Småland och ingår i Emåns huvudavrinningsområde. Sjön är 4 meter djup, har en yta på 0,246 kvadratkilometer och befinner sig 98,9 meter över havet. Sjön avvattnas av vattendraget Emån.
Namnet härstammar från den tid då man tog upp järnmalm från botten. Sjön var under ett flertal år förgiftad av polyklorerade bifenyler från de uppströms liggande pappersbruken i Kvillsfors. I början av 1990-talet gjordes en världsunik sanering genom att hela botten muddrades, togs upp och allt PCB-förorenat slam deponerades på land strax intill stranden.
I dag är sjön helt frisk och en badplats har anlagts. Invid sjön ligger Järeda kyrka och enligt sägnen ska en gång kyrkans klockor ha dumpats på sjöbotten för att undgå stöld av staten som drev in metall för vapentillverkning. Klockorna sägs ligga kvar på okänt ställe på sjöbottnen.

## Delavrinningsområde
Järnsjön ingår i delavrinningsområde (636454-148616) som SMHI kallar för Ovan Pauliströmsån. Medelhöjden är 140 meter över havet och ytan är 15,97 kvadratkilometer. Räknas de 120 avrinningsområdena uppströms in blir den ackumulerade arean 1 671,91 kvadratkilometer. Avrinningsområdets utflöde Emån mynnar i havet. Avrinningsområdet består mestadels av skog (67 procent) och jordbruk (17 procent). Avrinningsområdet har 0,48 kvadratkilometer vattenytor vilket ger det en sjöprocent på 3 procent.